# Mammoth Lakes
Mammoth Lakes és una ciutat del comtat de Mono a l'estat de Califòrnia. Segons el cens del 2008 tenia 5.269 habitants.

## Demografia
Segons el cens del 2000, Mammoth Lakes tenia 7.093 habitants, 2.814 habitatges, i 1.516 famílies. La densitat de població era de 110,5 habitants/km².
Dels 2.814 habitatges en un 28,4% hi vivien nens de menys de 18 anys, en un 43,3% hi vivien parelles casades, en un 6% dones solteres, i en un 46,1% no eren unitats familiars. En el 28,3% dels habitatges hi vivien persones soles el 2,3% de les quals corresponia a persones de 65 anys o més que vivien soles. El nombre mitjà de persones vivint en cada habitatge era de 2,44 i el nombre mitjà de persones que vivien en cada família era de 3,09.
Per edats la població es repartia de la següent manera: un 22,5% tenia menys de 18 anys, un 13,3% entre 18 i 24, un 38,4% entre 25 i 44, un 21,5% de 45 a 60 i un 4,3% 65 anys o més.
L'edat mediana era de 32 anys. Per cada 100 dones de 18 o més anys hi havia 141,2 homes.
La renda mediana per habitatge era de 44.570 $ i la renda mediana per família de 52.561 $. Els homes tenien una renda mediana de 31.280 $ mentre que les dones 25.106 $. La renda per capita de la població era de 24.526 $. Entorn del 8,7% de les famílies i el 14,4% de la població estaven per davall del llindar de pobresa.

## Poblacions properes
El següent diagrama mostra les poblacions més properes.